# Dichomeris matsumurai
Dichomeris matsumurai is een vlinder uit de familie van de tastermotten (Gelechiidae). De wetenschappelijke naam van de soort is voor het eerst geldig gepubliceerd in 2004 door Ponomorenko & T. Ueda.

## Type
- holotype: "male, 15.-19.VIII.1987. leg. S. Moriuti et al."
- instituut: entomologisch laboratorium van OPU
- typelocatie: "Thailand, Loei, Phu Rua, ca. 800 m"